# Mahabad

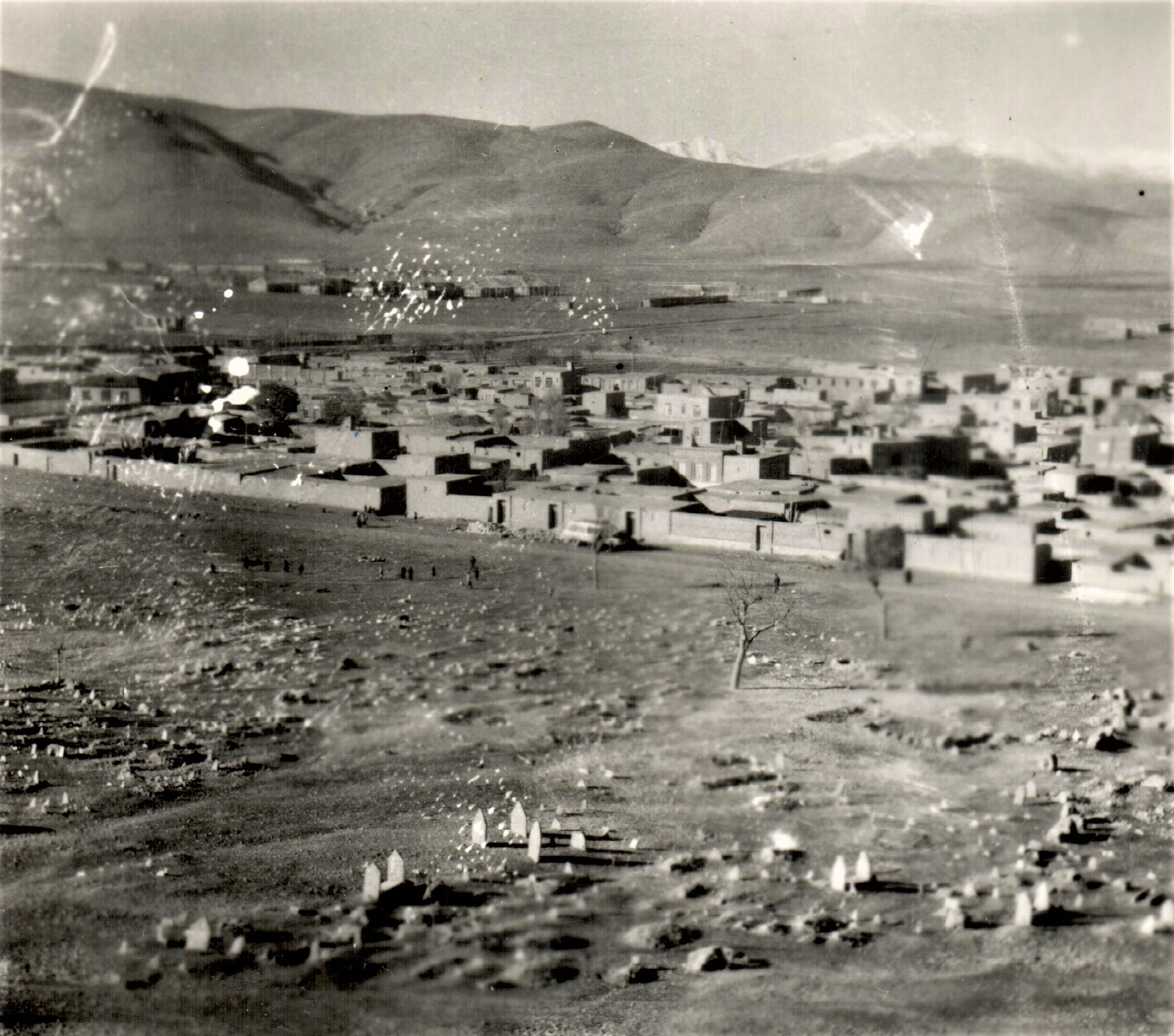
Mahabad (1959)

Mahabad (perski : مهاباد, kurdyjski : مەھاباد;) – miasto w Iranie, w ostanie Azerbejdżan Zachodni, wcześniej znane jako Sawodżbolagh. Liczba mieszkańców w 2006 roku wynosiła ok. 133 tys.
Od stycznia do grudnia 1946, Mahabad był stolicą niepodległego państwa kurdyjskiego, zwanego republiką Mahabadzką.